# 14号加利福尼亚州州道
14号加利福尼亚州州道（California State Route 14）是加利福尼亚州的一条州级公路，长187.722千米，从洛杉矶县西北部的聖塔克拉利塔一直延伸到克恩县的因約克恩，大部分路段位于莫哈韦沙漠，南部一部分路段也被称作“羚羊谷高速公路”（Antelope Valley Freeway） 。